# 寶徠花園廣場
25°02′00″N 121°34′16″E / 25.0333166°N 121.5711503°E
寶徠花園廣場是一棟位於台灣台北市信義區的集合式住宅大廈，登記地址為台北市信義區信義路五段91巷2～8號。地上27層，地下3層，106～108戶，每戶坪數93、103、186、206坪（公設25%），由寶徠建設於2007年12月31日完工。

## 公共設施
- 戶外泳池
- 禮賓迴車道
- 地下室迎賓大廳
- 男女三溫暖
- 每層4戶共用3部電梯
- 麻將間
- 中庭花園

## 購入住戶
- 陳水扁家庭（已遷出、遭拍賣）[1]
- 全聯福利中心創辦人林敏雄
- 微風廣場董事長廖鎮漢、孫芸芸夫婦[2]
- 電視製作人詹仁雄[3]

## 資料來源
1. ↑   http://www.setn.com/m/news.aspx?newsid=39820
2. ↑  .   [2017-04-16]. （原始内容存档于2017-04-17）.
3. ↑  .   [2017-04-16]. （原始内容存档于2019-08-16）.